# Cosmas Ndeti
Cosmas Ndeti (24 november 1971) is een Keniaanse langeafstandsloper, die is gespecialiseerd in de marathon.
Zijn eerste internationale succes behaalde hij op het WK 20 km voor de jeugd die hij won in 59.42. Hij won in 1993, 1994 en 1995 de Boston Marathon. Hij liep in 1994 een nieuw parcoursrecord van 2:07.15. Deze tijd gold tevens als beste jaarprestatie. Dit record hield 12 jaar stand totdat zijn landgenoot Robert Kipkoech Cheruiyot dit met één seconde verbrak in 2006 en de wedstrijd won.

## Persoonlijke records
| Onderdeel | Prestatie | Datum            | Plaats  |
| --------- | --------- | ---------------- | ------- |
| 20.000 m  | 59.42     | 12 augustus 1990 | Plovdiv |
| marathon  | 2:07.15   | 18 april 1994    | Boston  |

## Palmares

### 10 Eng. mijl
- 1996: 14e Dam tot Damloop - 47.41

### halve marathon
- 1992: 9e WK in South Shields - 1:01.34

### marathon
- 1993:  Boston Marathon - 2:09.33
- 1993:  marathon van Honolulu - 2:13.40
- 1994:  Boston Marathon - 2:07.15
- 1995:  Boston Marathon - 2:09.22
- 1996:  Boston Marathon - 2:09.51
- 1996: 6e New York City Marathon - 2:11.53
- 1997: 6e marathon van Fukuoka - 2:11.47
- 2000:  marathon van Nagano - 2:12.52 (downhill)